# Walentin Warłamow
 Walentin Stiepanowicz Warłamow, ros. Валентин Степанович Варламов (ur. 15 sierpnia 1934 w okręgu Penzienskim, zm. 2 października 1980) – radziecki pilot wojskowy, członek pierwszej grupy radzieckich kosmonautów (WWS 1).
Był absolwentem uczelni lotniczej. Pełnił służbę w wojskach obrony przeciwrakietowej. 28 kwietnia 1960 wybrano go do grupy pilotów wojskowych, przygotowujących się do lotu w kosmos. Trenował do lotu na statku kosmicznym Wostok.
Przygotowań do lotu w kosmos jednak nie ukończył. 6 marca 1961 decyzją lekarzy wykluczono go z przygotowań. Podczas wypoczynku nad niewielkim jeziorem w pobliżu Gwiezdnego Miasteczka, w lipcu 1960 Walentin Warłamow pechowo wskoczył do wody i uszkodził kręgi szyjne. Po długim leczeniu odzyskał sprawność, ale dyskwalifikowało go jako kandydata do lotu w kosmos.
Po opuszczeniu oddziału kosmonautów Warłamow pracował w Gwiezdnym Miasteczku. Początkowo był zastępcą komendanta Centrum Kierowania Lotem, później został starszym instruktorem astronawigacji. Zmarł na skutek wylewu krwi do mózgu w 1980.